# Diddley bow

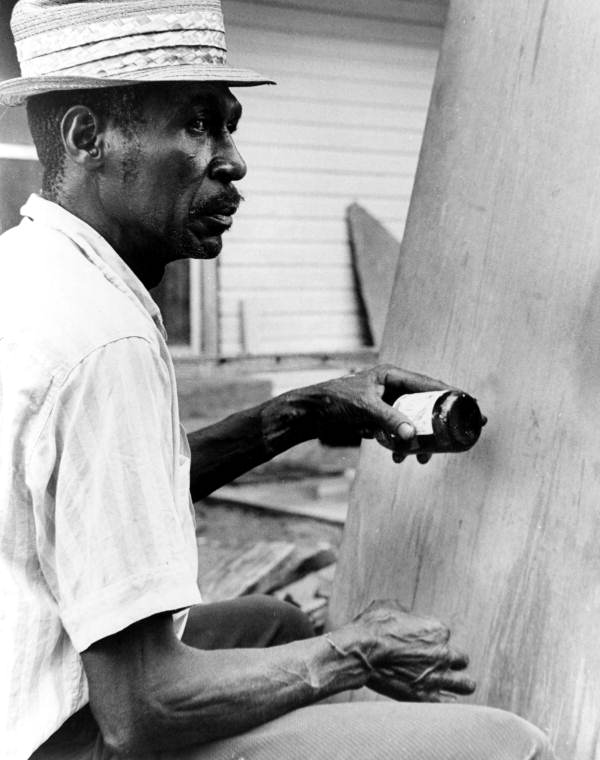
Moses Williams suona il diddley bow, 1982.

Il diddley bow è uno strumento a corda di origine africana divenuto popolare nei primi decenni del XX secolo. Si pensa che tragga le sue origini da alcuni strumenti tradizionali provenienti dalle coste ghanesi dell'Africa occidentale. Ebbe la sua popolarità principalmente nel sud degli Stati Uniti e tra gli altri nomi con i quali veniva chiamato troviamo il "jitterbug" il "one-string" mentre un etnomusicologo lo potrebbe formalmente definire uno "zither monocorda".

## Origini
Il diddley bow deriva da strumenti tradizionali dell'Africa Occidentale. Nato inizialmente come gioco per bambini si hanno prime tracce documentate della sua esistenza intorno al 1930. Data la sua semplicità di costruzione si trattava di uno strumento diffuso tra i figli degli schiavi.

## Costruzione
Si tratta di uno strumento fatto in casa, solitamente composto da una tavola di legno e da una corda tesa e fissata alle sue estremità da due viti. Lo strumento viene suonato pizzicando con una mano la corda, mentre con l'altra mano si varia la tonalità del suono scorrendo lungo di essa con un cilindro cavo di metallo o di vetro. Ad una delle sue estremità la corda a volte, veniva fatta passare sopra una bottiglia vuota, in modo da amplificare il suono dello strumento. Il diddley bow era tradizionalmente considerato uno strumento "entry-level", normalmente suonato da ragazzi che sarebbero passati ad una chitarra se avessero mostrato talento e abilità con esso. Tuttavia al giorno d'oggi viene suonato anche da musicisti professionisti come strumento solista o d'accompagnamento.
Il diddley bow è rappresentativo della musica blues, poiché molti chitarristi di questo genere hanno iniziato proprio suonandolo in gioventù. Tuttavia, poiché si è spesso ritenuto strumento per bambini, in pochissimi hanno continuato a suonarlo una volta raggiunta l'età adulta.
Istruzioni dettagliate per la costruzione di un arco Diddley sono disponibili all'indirizzo onestringwillie.com.